# Gornji Vidusevac
Gornji Vidusevac är en ort i Kroatien.   Den ligger i länet Moslavina, i den centrala delen av landet, 50 km söder om huvudstaden Zagreb. Gornji Vidusevac ligger 130 meter över havet och antalet invånare är 474.
Terrängen runt Gornji Vidusevac är platt.  Trakten runt Gornji Vidusevac är nära nog obefolkad, med mindre än två invånare per kvadratkilometer. Närmaste större samhälle är Glina, 3,3 km sydost om Gornji Vidusevac. Omgivningarna runt Gornji Vidusevac är en mosaik av jordbruksmark och naturlig växtlighet.